# Rogue Heroes
Production
Diffusion
Rogue Heroes (SAS: Rogue Heroes) est une série télévisée dramatique historique britannique créée par Steven Knight, et diffusée depuis le 30 octobre 2022 sur BBC One.  Le scénario est globalement adapté d’événements réels, décrivant les opérations militaires du Special Air Service (SAS) de l'armée britannique durant la Seconde Guerre mondiale, tels que décrits par Ben Macintyre dans son livre du même nom, publié en 2016,.

## Synopsis
La série relate les origines et les opérations militaires du Special Air Service (SAS) de l'armée britannique durant la Seconde Guerre mondiale, d'abord pendant la guerre du Désert dans le cadre de la campagne d'Afrique du Nord, puis sur le théâtre européen durant la campagne d'Italie.

## Distribution
- Connor Swindells (VF : Marc Arnaud) : David Stirling (saisons 1 et 2)
- Jack O'Connell (VF : Emmanuel Gradi) : Paddy Mayne (saisons 1 et 2)
- Alfie Allen (VF : Juan Llorca) : Jock Lewes (saisons 1)
- Sofia Boutella (VF : Audrey Sourdive) : Eve Mansour (saisons 1 et 2)
- Dominic West (VF : Raphaël Anciaux) : Dudley Clarke (saisons 1 et 2)
- Tom Glynn-Carney (VF : Hugo Brunswick) : sergent Mike Sadler (saisons 1 et 2)
- Amir El-Masry (VF : Mhamed Arezki) : Dr Gamal (saison 1)
- Theo Barklem-Biggs (VF : Raphaël Cohen) : sergent Reg Seekings (saisons 1 et 2)
- Corin Silva (VF : Julien Meunier) : sergent Jim Almonds (saisons 1 et 2)
- Jacob Ifan (VF : Ambroise Michel) : sergent Pat Riley (saisons 1 et 2)
- Dónal Finn (VF : Clément Moreau) : sous-lieutenant Eoin McGonigal (saison 1)
- Jacob McCarthy (VF : Baptiste Mège) : caporal suppléant Johnny Cooper (saisons 1 et 2)
- Stuart Campbell (VF : Antoine Ferey) : sous-lieutenant Bill Fraser (saisons 1 et 2)
- Bobby Schofield (VF : Aurélien Raynal) : sergent Dave Kershaw (saisons 1 et 2)
- Nicholas Nunn (VF : Habib Adda) : sergent Peter Mitcham
- Miles Jupp (VF : Jerome Wiggins) : major Alfred Knox (saison 1)
- Virgile Bramly (VF : lui-même) : capitaine Georges Bergé
- César Domboy (VF : lui-même) : lieutenant Augustin Jordan
- Tom Hygreck (VF : lui-même) : lieutenant Brevet André Zirnheld (saison 1)
- Arthur Orcier (VF : lui-même) : aspirant Marc Halévy (saison 1)
- Paul Boche (de) (VF : Jean Rieffel) : sergent Walter Essner (saison 1)
- Moritz Jahn (VF : Antoine Fleury) : caporal Herbert Brückner (saison 1)
- Adrian Lukis (VF : Jean-Pol Brissart) : commandant en chef Claude Auchinleck
- Michael Shaeffer (VF : Jérôme Keen) : général Neil Ritchie
- Ian Davies (VF : Antoine Fleury) : Randolph Churchill
- Jason Watkins (VF : Patrick Messe) : Winston Churchill
- Anthony Calf : Archibald Stirling
- Kate Cook (VF : Isabelle Desplantes) : Margaret Fraser
- Isobel Laidler (VF : Lucie Gallo) : Mirren Barford
- Ralph Davis (VF : Jean Rieffel) : capitaine Alexander Norton
- David Alcock : maréchal Jan Smuts
- Con O'Neill (VF : Franck Capillery) : général Bernard Montgomery (saison 2)
- Gwilym Lee (VF : Eilias Changuel) : Bill Stirling (saison 2)
- Mark Rowley (VF : Jean Rieffel) : caporal Jock McDiarmid (saison 2)
- Jack Barton (VF : Alan Aubert-Carlin) : lieutenant John Tonkin (saison 2)
- Robin Leo Hoffmann (VF : Jochen Hägele) : général Heidrich (saison 2)

 Source et légende : version française (VF) sur RS Doublage

## Production
En mars 2021, il a été annoncé que le tournage de la mini-série en six parties avait commencé, avec Connor Swindells, Jack O'Connell, Alfie Allen, Sofia Boutella et Dominic West dans les rôles principaux. La série a été écrite par Steven Knight et réalisée par Tom Shankland. En juin, César Domboy rejoint le casting.
Le 4 décembre 2022, BBC One a confirmé qu'une deuxième saison avait été commandée, basée sur les opérations SAS sur le théâtre de guerre européen, en Italie (Opération Baytown). Le tournage de cette saison a eu lieu en Croatie, en Italie, en Angleterre et en Écosse sur une période de six mois entre mai et septembre 2023. Selon le réalisateur Stephen Woolfenden, la production de la deuxième saison, de six épisodes, comprenait 81 jours de tournage, environ 370 scènes et près de 2 000 prises.

## Sortie
La saison 1 est sortie sur BBC One le 30 octobre 2022 au Royaume-Uni. Elle est simultanément sortie aux États-Unis sur MGM+ et en Nouvelle-Zélande sur TVNZ+.
Le premier épisode a été regardé 5 526 000 fois sur iPlayer uniquement en 2022, ce qui en fait le cinquième programme le plus regardé sur la plateforme cette année-là.
En France, la série est diffusée sur Canal+.
La saison 2 est diffusée à partir du 1er janvier 2025 sur BBC One, et le lendemain sur Canal+,.

## Nominations
- Bafta Award, 2023 : Sound, Fiction
- British Society of Cinematographers Awards, 2023 : Television Drama
- Broadcasting Press Guild Awards, 2023 : Best actor (Connor Swindells), Best drama series, Best writer (Steven Knight, partagé avec Peaky Blinders)
- Royal Television Society Awards, 2023 : Production design - scripted (Richard Bullock), Photography - Scripted (Stephan Pehrsson) ; vainqueur : Effects - SFX (Stefano Corridori)
- Music + Sound Awards, International, 2023 : vainqueur : Best Sound Design: Television Programme
- Association of Motion Picture Sound (AMPS), 2023 : Excellence in Sound for a Television Drama